# 12868 Онкен
12868 Онкен (12868 Onken) — астероїд головного поясу, відкритий 19 червня 1998 року.
Тіссеранів параметр щодо Юпітера — 3,111.